# Jakov Gurlica
Jakov Gurlica, né le 10 janvier 2004 à Zadar en Croatie, est un footballeur croate qui évolue au poste de défenseur central au HNK Gorica.

## Biographie

### En club
Né à Zadar en Croatie, Jakov Gurlica grandit à Škabrnja où il commence le football dans le club local du NK Škabrnja. Il rejoint ensuite le NK Zadar où il joue pendant un an et demi avant d'être formé par le Dinamo Zagreb qu'il rejoint en 2016 à douze ans,.
Lors de l'été 2022 il est approché par le club anglais de Manchester City mais le joueur reste finalement au Dinamo.
Il joue son premier match en première division, le 11 mars 2023 contre le HNK Šibenik. Il entre en jeu à la place de Marko Bulat et son équipe s'incline par deux buts à un.
Il devient Champion de Croatie en 2023, le club étant sacré pour la 24e fois de son histoire,.
Le 29 juin 2023, Jakov Gurlica rejoint le NK Bravo sous la forme d'un prêt d'une saison.
Le 2 août 2024, Jakov Gurlica quitte définitivement le Dinamo Zagreb en s'engageant avec le HNK Gorica pour une saison, soit jusqu'en juin 2025.

## Palmarès
Dinamo Zagreb
- Championnat de Croatie (1) :
  - Champion : 2023.